# Amara sinuosa
Amara sinuosa är en skalbaggsart som beskrevs av Thomas Casey. Amara sinuosa ingår i släktet Amara och familjen jordlöpare. Inga underarter finns listade i Catalogue of Life.